# Nurłan Nigmatulin
Nurłan Zajrułłajewicz Nigmatulin (oryg. Нурлан Зайруллаевич Нигматулин; ur. 31 sierpnia 1962 w Karagandzie) – kazachski polityk, w latach 2012–2014 i 2016–2022 przewodniczący Mażylisu Parlamentu Kazachstanu. 
Pełnił funkcję akima obwodu karagandyjskiego w latach 2006–2009, wiceprzewodniczącego partii Nur Otan w latach 2009–2012 oraz szefa administracji prezydenta Kazachstanu w latach 2014–2016.